# Tesseracme hancocki
Tesseracme hancocki is een Scaphopodasoort uit de familie van de Dentaliidae. De wetenschappelijke naam van de soort is voor het eerst geldig gepubliceerd in 1956 door Emerson.